# Erbengemeinschaft
Eine Erbengemeinschaft ist nach deutschem Recht eine Mehrheit von Erben, die ein Erblasser hinterlässt. Der Nachlass wird ihr gemeinschaftliches Vermögen (§ 2032 BGB). Die einzelnen Personen werden als Miterben bezeichnet im Unterschied zum Allein-, Gesamt- oder Universalerben.

## Gesamthandsgemeinschaft
Die Miterben erwerben an den einzelnen Nachlassgegenständen kein Eigentum nach Bruchteilen, sondern sind gemeinschaftlich („zur gesamten Hand“) am ungeteilten Nachlass berechtigt (Gesamthandsgemeinschaft). Die Rechtsfigur der Gesamthand entstammt dem germanischen Recht, während das deutsche BGB sonst römisch-rechtlich geprägt ist. Eine Verfügung durch einen Miterben über einen einzelnen Nachlassgegenstand oder einen Bruchteil daran ist nicht möglich (§ 2033 BGB), vielmehr können die Erben nur gemeinschaftlich verfügen.
Jeder Miterbe kann allerdings über seinen Anteil am gesamten ungeteilten Nachlass, also über seinen Erbteil, verfügen (§ 2033), z. B. durch Erbschaftsverkauf (§ 2371 BGB). Der Erwerber wird dann an seiner Stelle Mitglied der Erbengemeinschaft und kann wiederum nur gemeinsam mit den Miterben über Gegenstände des Nachlasses verfügen.
- zur „gesamten Hand“: Besteht eine Erbengemeinschaft aus vier Miterben und der Nachlass nur aus vier gleichen Goldmünzen, so gehört nicht jedem Miterben eine Münze, sondern die Münzsammlung als Ganzes gehört den vier Miterben gemeinsam. Wurden 4000 Euro Bargeld ererbt, so gehören nicht jedem Miterben 1000 Euro, sondern den vier Miterben gehören die 4000 Euro gemeinsam.
- zu „Verfügung durch (nur) einen Miterben“: Ein Miterbe kann nicht eine der Münzen fordern; die vier Miterben müssen einstimmig beschließen, was mit den Münzen geschehen soll (z. B. „jeder bekommt eine“ oder „werden als Sammlung zusammen verkauft, Erlös wird dann aufgeteilt“).
- zu „kann verfügen“: Ein Miterbe kann seinen 1/4-Erbanteil an der gemeinschaftlichen Goldmünzen-Erbschaft verkaufen, nicht aber 1/4 an jeder der vier Goldmünzen.

Die Erbengemeinschaft hat keine Rechtsfähigkeit. Ein von einem Vertreter der Erbengemeinschaft abgeschlossener Vertrag kommt daher nicht mit der Erbengemeinschaft als solcher, sondern mit jedem einzelnen Miterben zustande. Die Erbengemeinschaft kann daher insbesondere nicht als solche im Grundbuch eingetragen werden. Stattdessen werden alle Mitglieder der Erbengemeinschaft mit ihrem eigenen Namen im Grundbuch eingetragen, verbunden mit einem Hinweis auf ihre gesamthänderische Bindung ("in Erbengemeinschaft").
Ein Grundbucheintrag „Erbengemeinschaft nach Johann von Goethe“ ist nicht möglich; möglich ist aber „Albrecht von Goethe und Christiane von Goethe in Erbengemeinschaft nach Johann von Goethe“.
Die Mitglieder der Erbengemeinschaft können allerdings zusätzlich eine neue Gesellschaft bürgerlichen Rechts mit dem Zweck gründen, das Erbe dauerhaft zu verwalten. Dafür bedarf es einer Vereinbarung über die Auseinandersetzung der Erbengemeinschaft und das Einbringen der Nachlassgegenstände aus dem Bestand der Erbengemeinschaft als Einlage in die neue Gesellschaft. Ein identitätswahrender Formwechsel ist gemäß einem BFH Urteil dabei allerdings nicht möglich. Die neue Gesellschaft bürgerlichen Rechts ist sodann rechtsfähig und kann als solche in das Grundbuch eingetragen werden.

## Verwaltung
Die Miterben verwalten den Nachlass gemeinschaftlich (§ 2038 BGB).
Jeder Miterbe ist den anderen gegenüber verpflichtet, an Maßnahmen mitzuwirken, die zur „ordnungsmäßigen Verwaltung“ erforderlich sind. Die zur Erhaltung notwendigen Maßnahmen (z. B. Abdichtung eines undichten Hausdachs) kann jeder Miterbe ohne Mitwirkung der anderen treffen (§ 2038 BGB). Die Miterbengemeinschaft entscheidet durch (formlosen) Beschluss. Im Hinblick auf Maßnahmen der ordnungsmäßen Verwaltung entscheidet die Stimmenmehrheit der Anteile (§ 2038, § 745 BGB).
Ob es sich um eine „Maßnahme der ordnungsmäßen Verwaltung“ handelt, ist im Einzelfall zu entscheiden. Zu berücksichtigen ist z. B. das Kosten- und Nutzen-Verhältnis und die Gefahr der Benachteiligung eines Miterben. Zur ordnungsmäßigen Verwaltung zählen erforderliche Reparatur- und Instandsetzungsmaßnahmen (wenn hierfür genügend Geldmittel im Nachlass sind) oder die Kündigung des Mietvertrags des Erblassers.
Jeder Miterbe kann die Benutzung der Nachlassgegenstände verlangen (z. B. Nutzung der Ehewohnung des Erblassers durch überlebenden Ehepartner), wenn keine Nutzungsvereinbarung getroffen wurde (§ 2038, § 745 BGB). Weigert sich ein Miterbe, einer angemessenen Nutzungsvereinbarung zuzustimmen, und nutzt er den Nachlassgegenstand gleichwohl, können die anderen Miterben Nutzungsersatz verlangen. Die Nutzungsentschädigung wird aber erst ab dem Zeitpunkt geschuldet, ab dem sie verlangt wurde.
Im Rahmen der Nachlassverwaltung kann durch Mehrheitsbeschluss keine wesentliche Veränderung des Nachlasses beschlossen oder verlangt werden (§ 2038, § 745 BGB). So ist etwa ein Beschluss, das Haus des Erblassers zu veräußern, unwirksam, wenn dies der einzige werthaltige Nachlassgegenstand ist. Solche wesentlichen Veränderungen gehören vielmehr zur Erbauseinandersetzung.
Eine Verfügung bedarf in der Regel eines einstimmigen Beschlusses der Erbengemeinschaft. Wenn durch die Verfügung die auf den Erhalt des Nachlassbestands gerichteten Interessen der anderen Miterben nicht beeinträchtigt werden können, kann allerdings nach neuer und umstrittener Rechtsprechung ausnahmsweise Stimmmehrheit genügen. Daher ist z. B. die Kündigung eines Pachtvertrags, welche im Sinne der ordnungsgemäßen Verwaltung der Erbengemeinschaft ist, auch aufgrund Mehrheitsbeschlusses möglich.
Die Teilung der Früchte (z. B. Miet- oder Zinserträge) erfolgt erst bei der Auseinandersetzung (§ 2038 BGB). Ist die Auseinandersetzung auf längere Zeit als ein Jahr ausgeschlossen, so kann jeder Miterbe am Schluss jedes Jahres die Teilung des Reinertrags verlangen (§ 2038 BGB). Die Miterben können aber durch einstimmigen Beschluss etwas anderes bestimmen. Ausnahmsweise kann ein Mehrheitsbeschluss genügen.
Jeder Miterbe kann Zustimmung zur vorzeitigen Teilung der Früchte verlangen, wenn die Weigerung rechtsmissbräuchlich ist.
Beispiel:
Zum Nachlass gehört eine vermietete Immobilie. Die Einkünfte aus der Vermietung der Immobilie werden steuerlich – entsprechend den Erbanteilen – dem Einkommen der Miterben zugerechnet. Dies gilt selbst dann, wenn die Mieteinkünfte, die „Früchte“, nicht verteilt werden. Die Miterben zahlen also Einkommensteuer auf ein Einkommen, welches ihnen tatsächlich nicht zur Verfügung steht. Dies kann zu erheblichen Liquiditätsproblemen der Miterben führen. Die Miterben können daher nach Treu und Glauben verlangen, dass zumindest in Höhe der auf ihren Anteil an den Früchten anfallenden Einkommensteuer eine Verteilung erfolgt. Dies kann natürlich nicht gelten, wenn Gläubiger des Nachlasses Tilgung von Nachlassverbindlichkeiten verlangen und bei Nichtzahlung dem Nachlass ein Schaden droht.

## Prozess- und Vollstreckungsstandschaft
Unabhängig von der Zustimmung der anderen Miterben kann ein Miterbe Rechte der Erbengemeinschaft in eigenem Namen gerichtlich geltend machen (aktive Prozessstandschaft), wobei er allerdings (der materiellen Rechtslage entsprechend) nur verlangen kann, dass an die Erbengemeinschaft als Gesamthand geleistet wird (§ 2039 BGB).
So wie der einzelne Miterbe als Prozessstandschafter für alle Miterben auftreten kann, kann er auch die Zwangsvollstreckung allein betreiben. Dabei ist es unerheblich, ob der Vollstreckungstitel von ihm alleine oder von allen Miterben zusammen erwirkt wurde. Es besteht eine gesetzliche Vollstreckungsstandschaft. Zwar gibt § 2039 BGB grundsätzlich jedem Miterben das Recht, Ansprüche aus dem Nachlass gerichtlich geltend zu machen. Allerdings muss der klagende Erbe im Klageantrag eine Leistung an alle Erben fordern. Widersprechen die übrigen Miterben der Klage ausdrücklich, kann die Klage eines einzelnen Erben als Missbrauch des Rechts eingeordnet werden und unzulässig sein.

## Erbauseinandersetzung
Durch die (vollständige) Auseinandersetzung wird die Erbengemeinschaft aufgelöst. Dies geschieht normalerweise, indem die (Auf-)Teilung der Erbmasse unter den Angehörigen der Erbengemeinschaft vollständig abgeschlossen wird.
Darüber hinaus endet die Erbengemeinschaft auch dann, wenn der vorletzte Angehörige der Erbengemeinschaft durch Tod, infolge Erbteilsübertragung oder infolge Abschichtung (Recht) ausscheidet; in diesen Fällen wird die verbleibende Person zum Alleinerben.

### Auseinandersetzungsvereinbarung
Bei der einvernehmlichen Erbauseinandersetzung durch Teilung der Erbmasse treffen die Angehörigen der Erbengemeinschaft im ersten Schritt eine Vereinbarung über die Auseinandersetzung, den sogenannten Auseinandersetzungsvertrag.
Die Miterben vereinbaren folgende Teilung:
- A erhält 100.000 Euro
- B erhält die im Nachlass vorhandene Wohnung im Wert von 100.000 Euro
- C erhält den im Nachlass vorhandenen PKW im Wert von 100.000 Euro

Der Auseinandersetzungsvertrag kann grundsätzlich mündlich oder schriftlich, ausdrücklich oder durch schlüssiges Handeln vereinbart werden. Befinden sich im Nachlass aber Gegenstände, deren Übertragung der notariellen Form bedarf (z. B. Immobilien, GmbH-Anteile), bedarf der Auseinandersetzungsvertrag zu seiner Wirksamkeit der notariellen Beurkundung.

Im zweiten Schritt vollziehen die Angehörigen der Erbengemeinschaft die Erbauseinandersetzung, indem sie die Nachlassgegenstände unter den einzelnen Miterben gemäß der Vereinbarung aufteilen. Dieser Vollzug wird auch als Teilung bezeichnet, siehe § 2059, § 2060 BGB. Damit ist die Erbengemeinschaft beendet.
Die Miterben veranlassen Folgendes:
- Überweisung von 100.000 Euro vom Nachlasskonto auf ein Konto des A.
- Auflassung und Grundbucheintrag von B als alleinigem Eigentümer.
- Aushändigung des Kfz-Briefs an C und Übereinkunft, dass er nun alleiniger Eigentümer sein soll.

#### Auszahlung der Miterben
Wenn sich die Erben untereinander einig sind, ist es möglich, dass einer der Erben die anderen auszahlt und alleiniger Eigentümer des Nachlasses wird. Ausschlaggebend ist dabei nicht der Geldwert, den der Nachlass zum Zeitpunkt des Erbfalles hatte, sondern der Geldwert, der am Tag der Aufhebung der Erbengemeinschaft festgestellt wurde. Die Erben dürfen sich aber auch auf völlig andere Beträge einigen. Die Auszahlung der Erben kann durch Erbschaftskauf oder – einfacher – durch sogen. Abschichtungsvereinbarung (Ausscheiden aus der Erbengemeinschaft gegen Abfindung) erfolgen.

#### Verkauf an Dritte
Die Gemeinschaft kann das Erbe im Ganzen oder einzelne Gegenstände an eine dritte Person veräußern. Dies ist allerdings nur möglich, wenn alle Miterben damit einverstanden sind und entsprechende Erklärungen abgeben. Der Verkaufspreis kann anschließend in der Erbengemeinschaft aufgeteilt und die Erbengemeinschaft dadurch aufgelöst werden.

### Erzwungene Erbauseinandersetzung
Wesentlich schwieriger gestaltet sich die Erbauseinandersetzung, wenn die Miterben untereinander keine Einigkeit darüber erzielen, wie sie teilen wollen.
Ein Miterbe kann in der Regel keine Teilauseinandersetzung verlangen. Dagegen kann jeder Miterbe jederzeit eine vollständige Auseinandersetzung (vgl. § 2042 BGB) verlangen, jedoch nicht in den folgenden Fällen:
1. Die Erbteile sind wegen der zu erwartenden Geburt eines Miterben noch unbestimmt (vgl. § 2043 BGB).
2. Die Erbteile sind noch unbestimmt, weil die Entscheidung über einen Antrag auf Annahme als Kind, über die Aufhebung des Annahmeverhältnisses oder über die Anerkennung einer vom Erblasser errichteten Stiftung als rechtsfähig noch aussteht (vgl. § 2043 BGB).
3. Der Erblasser hat die Auseinandersetzung ausgeschlossen (vgl. § 2044 BGB).
4. Ein Aufgebotsverfahren läuft (vgl. § 2045 BGB).
5. Die Nachlassverbindlichkeiten wurden noch nicht berichtigt (vgl. § 2046 BGB).

Um die Erbauseinandersetzung zu erzwingen, müssen die Erben zunächst die sogenannte „Teilungsreife“ herbeiführen. Dazu müssen sämtliche Nachlassgegenstände zu Geld gemacht, d. h. verkauft werden. Verweigert einer der Miterben auch insoweit die Mitwirkung, erfolgt der Verkauf im Wege des Pfandverkaufs, bei Grundstücken durch:

#### Teilungsversteigerung
Kann sich die Erbengemeinschaft nicht auf den Verkauf eines zur Erbmasse gehörenden Grundstücks einigen und hat der Erblasser im Testament keine Anordnung getroffen, kann die Verwertung des Grundstücks nur durch die Zwangsversteigerung des Grundstücks, die sog. Teilungsversteigerung, erfolgen. Die Erbengemeinschaft setzt sich dann am Versteigerungserlös fort. Die Erbengemeinschaft wird auch insoweit erst durch die vollständige Erbauseinandersetzung beendet.

#### Forderungseinzug und Berichtigung der Nachlassverbindlichkeiten
Die gemeinschaftlichen Forderungen der Erbengemeinschaft sind einzuziehen. Sodann sind zunächst sämtliche Nachlassverbindlichkeiten zu berichtigen, § 2046 BGB. Dies umfasst etwa die Begleichung aller Rechnungen und sonstigen Geldschulden.

#### Teilung
Besteht der Nachlass dann schließlich nur noch aus Geld, ist es gemäß den Erbquoten aufzuteilen, § 2047 BGB. Dabei kann es zur Ausgleichung von Vorwegempfängen einzelner Erben kommen, §§ 2050 ff BGB.
Jeder Miterbe kann die anderen auf Zustimmung zu einem bestimmten Auseinandersetzungsplan verklagen. Weicht dieser Plan auch nur an einem Punkt von der gesetzlichen Regelung ab – etwa weil die Versilberung eines Gegenstandes oder der Einzug einer Forderung übersehen wurde – ist die Klage unbegründet.

### Teilungsanordnungen, Testamentsvollstreckung
Erwartet der Erblasser, dass die Erben sich nicht ohne Weiteres einigen werden, kann er die Erbauseinandersetzung durch Teilungsanordnungen oder die Anordnung der Testamentsvollstreckung abweichend von der gesetzlichen Regelung gestalten und erleichtern. So kann er festlegen, welcher der Miterben bei der Teilung welchen konkreten Gegenstand erhalten und ob hierbei ein Wertausgeich stattfinden soll oder nicht. Dem Testamentsvollstrecker kann der Erblasser weitreichende Befugnisse bis dahin erteilen, die Erbauseinandersetzung nach seinem billigen Ermessen vorzunehmen.